# Climax (Georgie)
Climax je město v Decatur County, v Georgii, ve Spojených státech amerických. V roce 2011 žilo ve městě 278 obyvatel.

## Demografie
Podle sčítání lidí v roce 2000 žilo ve městě 297 obyvatel, 116 domácností a 78 rodin. V roce 2011 žilo ve městě 139 mužů (50,0%), a 139 žen (50,0%). Průměrný věk obyvatele je 44 let.